# Saison 2010 de l'équipe cycliste Sky
La saison 2010 de l'équipe cycliste Sky est la première de l'équipe. Elle débute en janvier sur le Tour Down Under et se termine en octobre sur le Tour de Lombardie. Il s'agit de la première saison de l'équipe. En tant qu'équipe ProTour, elle participe au calendrier de l'UCI ProTour. L'équipe termine à la 15e place du classement mondial UCI.

## Préparation de la saison 2010

### Arrivées et départs
L'équipe disputant sa première saison, l'ensemble des coureurs est arrivé en début de saison en provenance d'autres équipes.

## Coureurs et encadrement technique

### Effectif
| Effectif 2010            | Effectif 2010     | Effectif 2010    | Effectif 2010                      |
| Cycliste                 | Date de naissance | Pays             | Équipe précédente                  |
| ------------------------ | ----------------- | ---------------- | ---------------------------------- |
| Kurt Asle Arvesen        | 9 février 1975    | Norvège          | Saxo Bank (2009)                   |
| John-Lee Augustyn        | 10 août 1986      | Afrique du Sud   | Barloworld (2009)                  |
| Michael Barry            | 18 décembre 1975  | Canada           | Columbia-HTC (2009)                |
| Edvald Boasson Hagen     | 17 mai 1987       | Norvège          | Columbia-HTC (2009)                |
| Kjell Carlström          | 18 octobre 1976   | Finlande         | Liquigas (2009)                    |
| Sylvain Calzati          | 1 juillet 1979    | France           | Agritubel (2009)                   |
| Dario Cioni              | 2 décembre 1974   | Italie           | ISD-Neri (2009)                    |
| Steve Cummings           | 19 mars 1981      | Royaume-Uni      | Barloworld (2009)                  |
| Russell Downing          | 23 août 1978      | Royaume-Uni      | Candi TV-Marshalls Pasta RT (2009) |
| Juan Antonio Flecha      | 17 septembre 1977 | Espagne          | Rabobank (2009)                    |
| Christopher Froome       | 20 mai 1985       | Royaume-Uni      | Barloworld (2009)                  |
| Simon Gerrans            | 16 mai 1980       | Australie        | Cervélo TestTeam (2009)            |
| Mathew Hayman            | 20 avril 1978     | Australie        | Rabobank (2009)                    |
| Greg Henderson           | 10 septembre 1976 | Nouvelle-Zélande | Columbia-HTC (2009)                |
| Peter Kennaugh           | 15 juin 1989      | Royaume-Uni      | 100% me (2009)                     |
| Thomas Lövkvist          | 4 avril 1984      | Suède            | Columbia-HTC (2009)                |
| Lars Petter Nordhaug     | 14 mai 1984       | Norvège          | Joker Bianchi (2009)               |
| Serge Pauwels            | 21 novembre 1983  | Belgique         | Cervélo TestTeam (2009)            |
| Morris Possoni           | 1 juillet 1984    | Italie           | Columbia-HTC (2009)                |
| Nicolas Portal           | 23 avril 1979     | France           | Caisse d'Épargne (2009)            |
| Ian Stannard             | 25 mai 1987       | Royaume-Uni      | ISD-Neri (2009)                    |
| Christopher Sutton       | 10 septembre 1984 | Australie        | Garmin-Slipstream (2009)           |
| Ben Swift                | 5 novembre 1987   | Royaume-Uni      | Katusha (2009)                     |
| Geraint Thomas           | 25 mai 1986       | Royaume-Uni      | Barloworld (2009)                  |
| Davide Viganò            | 12 juin 1984      | Italie           | Fuji-Servetto (2009)               |
| Bradley Wiggins          | 28 avril 1980     | Royaume-Uni      | Garmin-Slipstream (2009)           |
|                          |                   |                  |                                    |
| Source : ProCyclingStats |                   |                  |                                    |

## Bilan de la saison

### Victoires
| Date       | Course                                             | Pays        | Classe | Vainqueur            |
| ---------- | -------------------------------------------------- | ----------- | ------ | -------------------- |
| 24/01/2010 | 6e étape du Tour Down Under                        | Australie   | PT     | Christopher Sutton   |
| 07/02/2010 | 1re étape du Tour du Qatar                         | Qatar       | 2.1    | Sky                  |
| 16/02/2010 | 3e étape du Tour d'Oman                            | Oman        | 2.1    | Edvald Boasson Hagen |
| 19/02/2010 | 6e étape du Tour d'Oman                            | Oman        | 2.1    | Edvald Boasson Hagen |
| 27/02/2010 | Circuit Het Nieuwsblad                             | Belgique    | 1.HC   | Juan Antonio Flecha  |
| 08/03/2010 | 1re étape de Paris-Nice                            | France      | HIS    | Gregory Henderson    |
| 16/03/2010 | 7e étape de Tirreno-Adriatico                      | Italie      | HIS    | Edvald Boasson Hagen |
| 28/03/2010 | 2e étape du Critérium international                | France      | 2.HC   | Russell Downing      |
| 08/05/2010 | 1re étape du Tour d'Italie                         | Italie      | HIS    | Bradley Wiggins      |
| 15/05/2010 | 2e étape du Tour de Picardie                       | France      | 2.1    | Ben Swift            |
| 16/05/2010 | Classement général du Tour de Picardie             | France      | 2.1    | Ben Swift            |
| 13/06/2010 | 7e étape du Critérium du Dauphiné                  | France      | PT     | Edvald Boasson Hagen |
| 18/06/2010 | 3e étape du Ster Elektrotoer                       | Pays-Bas    | 2.1    | Gregory Henderson    |
| 24/06/2010 | Championnat de Norvège du contre-la-montre         | Norvège     | CN     | Edvald Boasson Hagen |
| 27/06/2010 | Championnat de Grande-Bretagne sur route           | Royaume-Uni | CN     | Geraint Thomas       |
| 23/07/2010 | 3e étape du Brixia Tour                            | Italie      | 2.1    | Christopher Sutton   |
| 28/07/2010 | 5e étape du Tour de Wallonie                       | Belgique    | 2.HC   | Russell Downing      |
| 28/07/2010 | Classement général du Tour de Wallonie             | Belgique    | 2.HC   | Russell Downing      |
| 13/08/2010 | Dutch Food Valley Classic                          | Pays-Bas    | 1.HC   | Edvald Boasson Hagen |
| 21/08/2010 | 4e étape de l'Eneco Tour                           | Pays-Bas    | PT     | Gregory Henderson    |
| 05/09/2010 | Championnat de Grande-Bretagne du contre-la-montre | Royaume-Uni | CN     | Bradley Wiggins      |
| 12/09/2010 | 2e étape du Tour de Grande-Bretagne                | Royaume-Uni | 2.1    | Gregory Henderson    |

### Résultats sur les courses majeures
Les tableaux suivants représentent les résultats de l'équipe dans les principales courses du calendrier international (les cinq classiques majeures et les trois grands tours). Pour chaque épreuve est indiqué le meilleur coureur de l'équipe, son classement ainsi que les accessits glanés par Sky sur les courses de trois semaines.

#### Classiques
| Classique            | Milan-San Remo            | Tour des Flandres   | Paris-Roubaix            | Liège-Bastogne-Liège | Tour de Lombardie   |
| -------------------- | ------------------------- | ------------------- | ------------------------ | -------------------- | ------------------- |
| Coureur (classement) | Juan Antonio Flecha (18e) | Mathew Hayman (13e) | Juan Antonio Flecha (3e) | Simon Gerrans (11e)  | Serge Pauwels (24e) |

#### Grands tours
| Grand tour           | Tour d'Italie                        | Tour de France        | Tour d'Espagne       |
| -------------------- | ------------------------------------ | --------------------- | -------------------- |
| Coureur (classement) | Dario Cioni (17e)                    | Thomas Lövkvist (16e) | aucun coureur classé |
| Accessits            | 1 victoire d'étape (Bradley Wiggins) | -                     | -                    |

### Classement UCI
L'équipe Sky termine à la quinzième place du Calendrier mondial avec 435 points. Ce total est obtenu par l'addition des points des cinq meilleurs coureurs de l'équipe au classement individuel que sont Edvald Boasson Hagen, 17e avec 228 points, Gregory Henderson, 53e avec 103 points, Juan Antonio Flecha, 71e avec 71 points, Bradley Wiggins, 132e avec 18 points, et Geraint Thomas, 144e avec 15 points,.
| Rang | Coureur              | Points |
| ---- | -------------------- | ------ |
| 17   | Edvald Boasson Hagen | 228    |
| 53   | Gregory Henderson    | 103    |
| 71   | Juan Antonio Flecha  | 71     |
| 132  | Bradley Wiggins      | 18     |
| 144  | Geraint Thomas       | 15     |
| 152  | Thomas Lövkvist      | 12     |
| 173  | Dario Cioni          | 8      |
| 184  | Christopher Sutton   | 7      |
| 254  | Steve Cummings       | 1      |
| 269  | Davide Viganò        | 1      |